# Velika nagrada Singapurja 2008
Velika nagrada Singapurja 2008 je bila petnajsta dirka Svetovnega prvenstva Formule 1 v sezoni 2008. Odvijala se je 28. septembra 2008 na dirkališču Marina Bay Street Circuit. Zmagal je Fernando Alonso, Renault, drugo mesto je osvojil Nico Rosberg, Williams-Toyota, tretje pa Lewis Hamilton, McLaren-Mercedes. 
Septembra 2009 je preiskava FIA pokazala, da je Alonsov moštveni kolega, Nelson Piquet Jr., v štirinajstem krogu namerno povzročil nesrečo, da bi na stezo zapeljal varnostni avto, kar je pomagalo Alonso, ki je bil do tedaj edini že opravil prvi postanek v boksih. Za namerno povzročitev nesreče so se na sestanku pred dirko dogovorili Piquet, Flavio Britore in Pat Symonds. Posledično sta odstopila športni direktor Renaulta v Formuli 1, Britore, in tehnični direktor Renaulta v Formuli 1, Symonds. FIA je Britoreja kaznovala z dosmrtno prepovedjo sodelovanja v prvenstvih pod okriljem FIA, Symondsa s petletno prepovedjo sodelovanja v prvenstvih pod okriljem FIA, Renault pa je zaradi zglednega sodelovanja pri preiskavi kaznovan s pogojno kaznijo dveletne prepovedi sodelovanja v Svetovnem prvenstvu Formule 1.

## Rezultati

### Kvalifikacije
* - kazen.
| Poz | Št | Dirkač               | Konstruktor         | 1. del    | 2. del    | 3. del   | Št. m. |
| --- | -- | -------------------- | ------------------- | --------- | --------- | -------- | ------ |
| 1   | 2  | Felipe Massa         | Ferrari             | 1:44,519  | 1:44,014  | 1:44,801 | 1      |
| 2   | 22 | Lewis Hamilton       | McLaren-Mercedes    | 1:44,501  | 1:44,932  | 1:45,465 | 2      |
| 3   | 1  | Kimi Räikkönen       | Ferrari             | 1:44,282  | 1:44,232  | 1:45,617 | 3      |
| 4   | 4  | Robert Kubica        | BMW Sauber          | 1:44,740  | 1:44,519  | 1:45,779 | 4      |
| 5   | 23 | Heikki Kovalainen    | McLaren-Mercedes    | 1:44,311  | 1:44,207  | 1:45,873 | 5      |
| 6   | 3  | Nick Heidfeld        | BMW Sauber          | 1:45,548  | 1:44,520  | 1:45,964 | 9*     |
| 7   | 15 | Sebastian Vettel     | Toro Rosso-Ferrari  | 1:45,042  | 1:44,261  | 1:46,244 | 6      |
| 8   | 12 | Timo Glock           | Toyota              | 1:45,184  | 1:44,441  | 1:46,328 | 7      |
| 9   | 7  | Nico Rosberg         | Williams-Toyota     | 1:45,103  | 1:44,429  | 1:46,611 | 8      |
| 10  | 8  | Kazuki Nakadžima     | Williams-Toyota     | 1:45,127  | 1:44,826  | 1:47,547 | 10     |
| 11  | 11 | Jarno Trulli         | Toyota              | 1:45,642  | 1:45,038  |          | 11     |
| 12  | 16 | Jenson Button        | Honda               | 1:45,660  | 1:45,133  |          | 12     |
| 13  | 10 | Mark Webber          | Red Bull-Renault    | 1:45,493  | 1:45,212  |          | 13     |
| 14  | 9  | David Coulthard      | Red Bull-Renault    | 1:46,028  | 1:45,298  |          | 14     |
| 15  | 5  | Fernando Alonso      | Renault             | 1:44,971  | brez časa |          | 15     |
| 16  | 6  | Nelson Piquet Jr.    | Renault             | 1:46,037  |           |          | 16     |
| 17  | 14 | Sébastien Bourdais   | Toro Rosso-Ferrari  | 1:46,389  |           |          | 17     |
| 18  | 17 | Rubens Barrichello   | Honda               | 1:46,583  |           |          | 18     |
| 19  | 20 | Adrian Sutil         | Force India-Ferrari | 1:47,940  |           |          | 19     |
| 20  | 21 | Giancarlo Fisichella | Force India-Ferrari | brez časa |           |          | 20     |

### Poročilo
Dirka se je začela ob 20.00 po lokalnem času in je zaznamovala prvo nočno veliko dirko v zgodovini formule 1. Že v ogrevalnem krogu se je Piquet zavrtel na zadnjem ovinku, vendar si takrat ni nihče predstavljal, kaj je Renault naklepal. Massa je štartal perfektno z najboljšega štartnega mesta, za njim sta mesti ohranila Hamilton in Raikkonen, medtem ko je rahlo trčenje med Kubico in Kovalainenom slednjemu povzročilo, da je izgubil dve mesti. V ozadju se je ustvarila kolona za Trullijem, ki je bil težji zaradi večje količine goriva. Kmalu so ga prehiteli Rosberg, Nakajima in Alonso. V ospredju je Massa vodil za dve sekundi, Raikkonen pa je, potem ko so mu gume stopile v temperaturo, zaostajal za Angležem prav toliko. Že v 12. krogu pa je Alonso zapeljal v bokse (nenavadna strategija za nekoga, ki štarta iz ozadja). Vendar se mu je obrestovalo, saj je krog zatem Nelson Piquet Jr., njegov moštveni kolega, trčil v zid. Nesreča se je zgodila na ovinku 17, kjer ni bilo mest za umik. To je povzročilo, da je na stezo zapeljal varnostni avto. Rosberg, Kubica in Barrichello so morali v bokse, da ne bi ostali brez goriva. S tem so si prisluzili "stop and go penalty": Barrichello ni imel casa, da bi jo izpolnil, ker mu je dirkalnik odpovedal zaradi elektronskih težav. Varnostni avto je ostal na stezi vse do konca 17. kroga: takrat so vsi zapeljali v bokse. Massi je bilo prezgodaj dano povelje, da lahko spelje, in za sabo je povlekel cev ter povzročil padec mehanika. Ob izhodu je skoraj trčil v Sutila, nato pa se je ustavil in počakal Ferrarijeve mehanike, ki so pretekli celo stezo v boksih in mu na vse načine skušali odvzeti cev. Ko mu jim je končno uspelo, je bil Massa zadnji in je v procesu izgubil vsaj tri minute. Raikkonen je vse to spremljal in tudi njegov postanek je bil okrnjen, saj je moral Ferrari namestiti  novo cev za dolivanje. Za Alonsa pa je bilo to kot nalašč, saj je bil za tem drugi za Rosbergom. Stanje se nato ni več toliko spremenilo: Webber in Trulli sta odstopila zaradi okvar, tudi Fisichella, ki je bil med varnostnim avtom 3., je začel počasi izgubljati teren. Rosbergu je uspelo kljub kazni obdržati 2. mesto, Raikkonen pa je po napadalni dirki 4 kroge pred koncem, ko je zasledoval Glocka, preveč hitro zavozil v kontroverzno šikano (ovinek 10) in se zabil v ograje. Massa je bil 13. in to je pomenilo da je Ferrari prvič po VN Avstralije 2006 ostal brez vsakršne točke. Alonso se je tako dokopal do prve zmage v sezoni in postal sedmi različni dirkač, ki je zmagal. Rosberg je skupaj z osmouvrščenim Kazukijem Nakajimo dodal Williamsu 9 točk, Hamilton pa se je rešil s tretjim mestom in povečal svoje vodstvo na 84 točk. Glock, Vettel, Heidfeld, Coulthard (dirkač Red Bulla je osvojil zadnje točke v svoji karieri) in Nakajima so bili še dobitniki točk. V SPju je torej Hamilton iz ene točke prednosti povečal na 7, in vodil s 84. Massa jih je imel 77, Kubica, ki mu je dirko uničila "stop and go" in je bil enajsti, pa je ostal na 64-ih. Četrti je bil Kimi Raikkonen s 57imi, peti pa Heidfeld s točko manj. V konstruktorskem prvenstvu je zaradi Ferrarijeve polomije vodstvo prevzel McLaren, in sicer za točko: 135 proti 134. Tretji je ostal BMW Sauber s 120imi, četrti pa je bil Renault, ki je z Alonsovo zmago prehitel Toyoto, in imel 51 točk, japonsko moštvo pa 46.

### Dirka
| Poz | Št | Dirkač               | Konstruktor         | Krogi | Čas/Odstop  | Št. m. | Toč |
| --- | -- | -------------------- | ------------------- | ----- | ----------- | ------ | --- |
| 1   | 5  | Fernando Alonso      | Renault             | 61    | 1:57:16,304 | 15     | 10  |
| 2   | 7  | Nico Rosberg         | Williams-Toyota     | 61    | + 2,957 s   | 8      | 8   |
| 3   | 22 | Lewis Hamilton       | McLaren-Mercedes    | 61    | + 5,917 s   | 2      | 6   |
| 4   | 12 | Timo Glock           | Toyota              | 61    | + 8,155 s   | 7      | 5   |
| 5   | 15 | Sebastian Vettel     | Toro Rosso-Ferrari  | 61    | + 10,268 s  | 6      | 4   |
| 6   | 3  | Nick Heidfeld        | BMW Sauber          | 61    | + 11,101 s  | 9      | 3   |
| 7   | 9  | David Coulthard      | Red Bull-Renault    | 61    | + 16,387 s  | 14     | 2   |
| 8   | 8  | Kazuki Nakadžima     | Williams-Toyota     | 61    | + 18,489 s  | 10     | 1   |
| 9   | 16 | Jenson Button        | Honda               | 61    | + 19,885 s  | 12     |     |
| 10  | 23 | Heikki Kovalainen    | McLaren-Mercedes    | 61    | + 26,902 s  | 5      |     |
| 11  | 4  | Robert Kubica        | BMW Sauber          | 61    | + 27,975 s  | 4      |     |
| 12  | 14 | Sébastien Bourdais   | Toro Rosso-Ferrari  | 61    | + 29,432 s  | 17     |     |
| 13  | 2  | Felipe Massa         | Ferrari             | 61    | + 35,170 s  | 1      |     |
| 14  | 21 | Giancarlo Fisichella | Force India-Ferrari | 61    | + 43,571 s  | 20     |     |
| 15  | 1  | Kimi Räikkönen       | Ferrari             | 57    | Trčenje     | 3      |     |
| Ods | 11 | Jarno Trulli         | Toyota              | 50    | Hidravlika  | 11     |     |
| Ods | 20 | Adrian Sutil         | Force India-Ferrari | 49    | Trčenje     | 19     |     |
| Ods | 10 | Mark Webber          | Red Bull-Renault    | 29    | Prenos      | 13     |     |
| Ods | 17 | Rubens Barrichello   | Honda               | 14    | Motor       | 18     |     |
| Ods | 6  | Nelson Piquet Jr.    | Renault             | 13    | Trčenje     | 16     |     |